# Arnaldo Janssen
Arnaldo Janssen, S.V.D (Goch, 5 de novembro de 1837 — Steyl, 15 de janeiro de 1909) foi um sacerdote alemão da Igreja Católica, fundador da Sociedade do Verbo Divino, uma ordem religiosa missionária que se faz presente hoje em todos os continentes. Foi canonizado pelo papa João Paulo II em 5 de outubro de 2003.

## Biografia
Janssen nasceu em 5 de novembro de 1837 em Goch, na Renânia, Alemanha, não muito longe da fronteira holandesa, um dos onze irmãos . Ele desenvolveu uma fé profunda e simples. Sua primeira escola foi a Catholic Augustinianum High School em Gaesdonck, que fica perto de seu local de nascimento. Ele começou a estudar filosofia na Academia de Muenster e depois entrou na Universidade de Bonn. Como estudante na universidade, Janssen entrou em um concurso de matemática: ele usou o dinheiro do prêmio para levar seu pai para uma viagem à universidade e descer o Rio Reno, já sua mãe estava doente demais para fazer a viagem . 
Janssen foi ordenado sacerdote pela Diocese de Muenster em 15 de agosto de 1861 . Por um tempo, ele trabalhou como professor de ensino médio em Bocholt, Alemanha, ensinando física e catecismo. Ele dedicou alguns anos ao trabalho pastoral e ao ensino da doutrina cristã, tornando-se em 1873 capelão e diretor do convento das Ursulinas de Kempen . Em 1867, ele se tornou o diretor diocesano do Apostolado da Oração. Isso levou à fundação em 1874 do jornal de língua alemã Kleiner Herz-Jesu Bote (Pequeno Mensageiro do Sagrado Coração), que buscava alistar os fiéis na oração e no apoio à missão . 
O Kulturkampf, no entanto, dificultou seus esforços, e Janssen comprou terras em Steyl, na Holanda, para começar seu seminário, dedicado em 1875 como a "Casa da Missão de São Miguel Arcanjo". Em poucos anos, muitos seminaristas, padres e irmãos estavam se preparando para o serviço missionário, e os dois primeiros missionários, Josef Freinademetz e John Anzer, foram enviados a Hong Kong a pedido do bispo Giovanni T. Raimondi. A Sociedade do Verbo Divino recebeu aprovação canônica em 1901.
Desde o início, um grupo de mulheres, incluindo Maria Helena Stollenwerk, que foi beatificada, serviu a comunidade . Janssen também fundou duas congregações de irmãs religiosas: as Irmãs Missionárias do Espírito Santo (membros conhecidos como "Irmãs Servas do Espírito Santo") em 8 de dezembro de 1889 , e as Irmãs Adoradoras do Espírito Santo ("Irmãs Servas do Espírito Santo da Adoração Perpétua") em 8 de setembro de 1896 . 
Santo Arnaldo morreu em Steyl, Holanda, em 15 de janeiro de 1909, aos 71 anos.

## Veneração

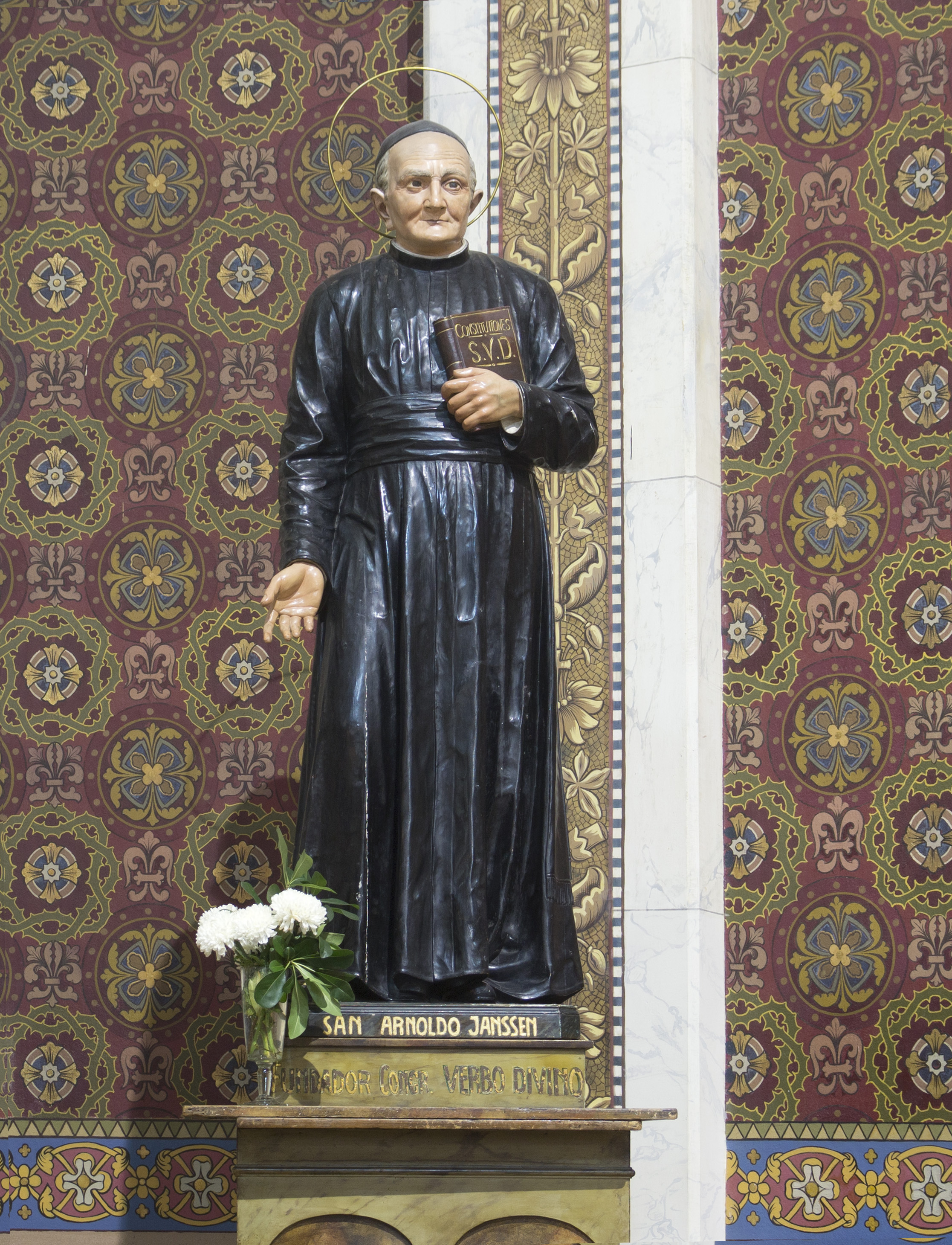
Estátua de Santo Arnaldo em Buenos Aires, Argentina.

Os escritos espirituais de Janssen foram aprovados pelos teólogos em 23 de novembro de 1939 e 13 de fevereiro de 1942. Sua causa foi formalmente aberta em 10 de julho de 1942, e ele foi declarado Servo de Deus. 
Janssen e Josef Freinademetz, juntamente com Daniel Comboni (um importante missionário na África) foram canonizados em 5 de outubro de 2003 pelo Papa João Paulo II. Janssen foi elevada à santidade após a cura de Pamela Avellanosa, uma adolescente filipina que vivia em Baguio, que caiu de uma bicicleta e não se esperava que se recuperasse do ferimento na cabeça. De acordo com seus parentes e a Igreja Católica, ela foi curada milagrosamente após orações a Janssen .
Em sua cidade natal, Goch, a Arnold Janssen Church e a Arnold Janssen Community são nomeadas em homenagem a Janssen. Seu local de nascimento pode ser visitado na Arnold Janssen Street.
O bairro de St. Arnold em Neuenkirchen, tem uma Arnold Janssen High School. Foi fundada em 1929 por sua comunidade religiosa, mas desde 1996 é administrada pela Diocese de Münster. A Arnold Janssen High School em Sankt Wendel, Sarre, também leva seu nome, assim como a Arnold Janssen Hauptschule em Bocholt.

## No Brasil

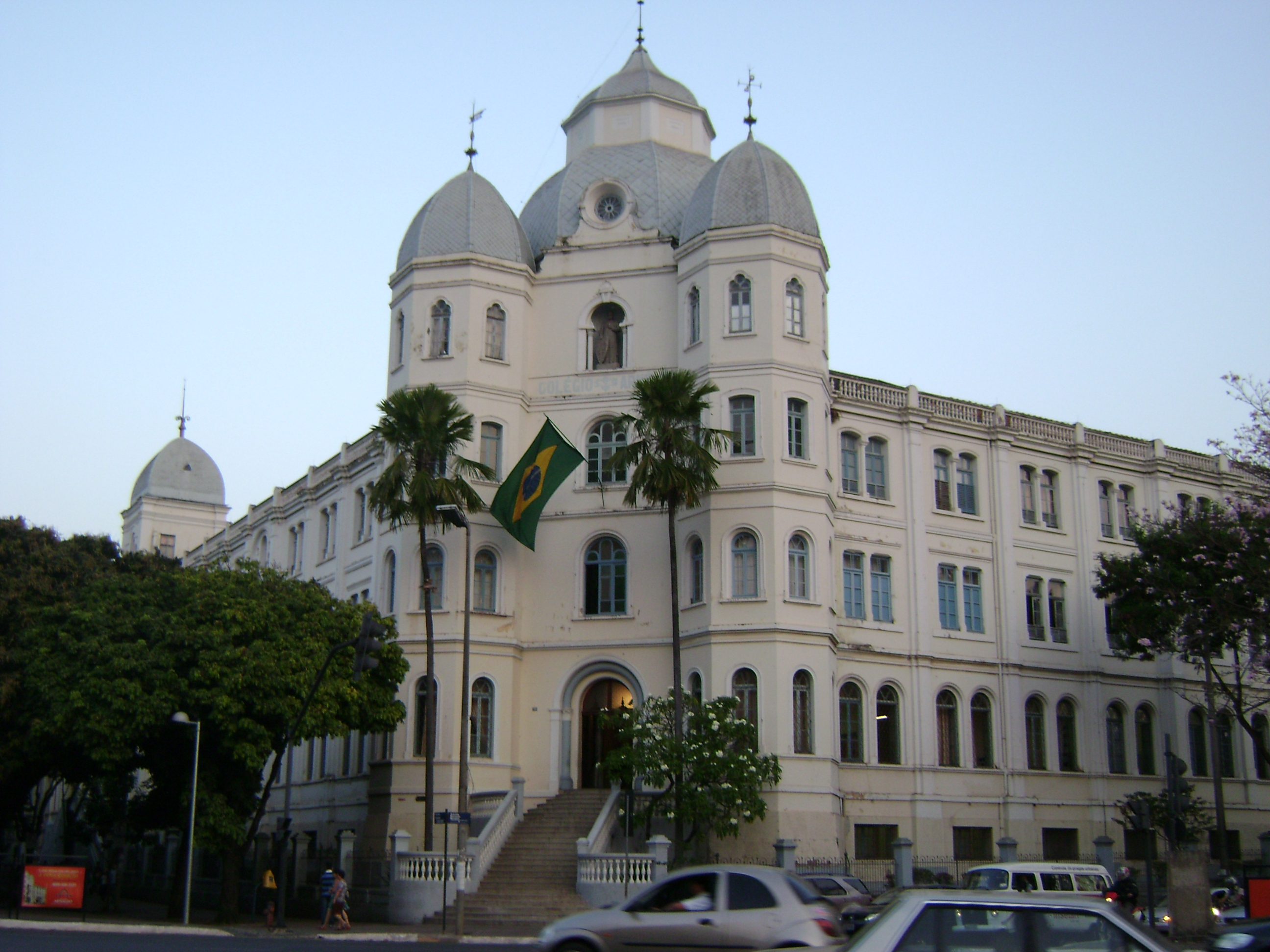
Faculdade Arnaldo Janssen em Belo Horizonte.

A comunidade fundada por Santo Arnaldo Janssen estava com 19 anos quando os primeiros missionários chegaram ao Brasil. Foi em 12 de março de 1895 que o pequeno transatlântico aportou em Vitória, no Espírito Santo. Com a autorização e as provisões do bispo de Petrópolis, os dois missionários se prepararam para visitar as colônias de língua alemã. Viajando em canoa e subindo os rios, chegaram às comunidades. Foram convidados pelos colonos do Tirol, nas pitorescas montanhas do estado do Espírito Santo e na festa de São José, no dia 19 de março, tiveram como data da fundação verbita no Brasil.
Em fevereiro de 1912, a Congregação do Verbo Divino fundou na capital mineira, Belo Horizonte, o Colégio Arnaldo, no bairro Funcionários, que nesses quase cem anos de existência, educou e formou seres humanos que, ao atravessarem as portas do Colégio tornaram-se personalidades de extrema importância e prestígio no panorama cultural, artístico, político, científico e econômico, não apenas na capital mineira, mas no Brasil como um todo, inclusive grandes nomes estudaram no Colégio Arnaldo, como Carlos Drummond de Andrade, João Guimarães Rosa, Milton Campos, Patrus Ananias e Raulzinho Neto . 
Em 2001, o Colégio Arnaldo, evoluiu e se tornou Faculdade Arnaldo Janssen ou Centro Universitário Arnaldo Janssen - UniArnaldo , sendo uma instituição privada filantrópica oferecendo vários cursos de graduação e pós-graduação, além de projetos sociais e sem fins lucrativos .